# ARC Intrépido (SC-23)
Pour les articles homonymes, voir ARC Intrépido.
L'ARC Intrépido (pennant number : SC-23) est un sous-marin d'attaque conventionnel de Type 206 A, construit en Allemagne.

## Caractéristiques
L’ARC Intrépido (en français : intrépide) fait partie de la classe Type 206A. Cette classe de sous-marins a été construite en Allemagne entre les années 1968 et 1975. À l’origine il y avait 18 unités, classées comme Type 206, mais dans les années 1990, 12 unités ont été améliorées, passant au type 206A, et les 6 autres ont été désarmées.
Son déplacement est de 450 tonnes en surface et de 498 tonnes en immersion. Sa longueur est de 48,6 m, son maître-bau de 4,6 m et son tirant d'eau de 4,5 m. Il a une propulsion Diesel-électrique. Sa vitesse est de 10 nœuds en surface et 17 nœuds en immersion. Son équipage est de 23 hommes. Sa profondeur d’essai est de plus de 200 mètres. Son armement se compose de 8 tubes lance-torpilles, et il a la capacité d’emporter 24 mines à l’extérieur de la coque. Il peut rester en mission pendant 15 jours sans avoir besoin d’être réapprovisionné.

## Historique
L’U23 a été construit dans les années 1970 et a servi de 1975 à 2011 dans la Bundesmarine (Marine de l’Allemagne de l'Ouest). Au début des années 1990, comme les autres submersibles de sa classe, il a été modernisé, recevant de meilleurs systèmes de sonar, périscopes, système de contrôle des armes, système ESM et un système de navigation GPS ainsi que la remise en état de son système de propulsion.
Après de longues négociations, la Marine nationale colombienne a racheté d’occasion en 2012 quatre sous-marins allemands retirés du service, dont deux destinés à être remis en service actif et deux devant être cannibalisés comme stock de pièces de rechange. L’U23 (S172) faisait partie des deux premiers, avec l’U24 (S173). Avant la livraison, les deux sous-marins ont subi un processus de tropicalisation à Kiel (Allemagne), réalisé par Howaldtswerke-Deutsche Werft. La tropicalisation porte sur leurs systèmes de climatisation, de refroidissement de l’usine de conduite, ainsi que de nouvelles protections contre la corrosion des systèmes de refroidissement des soupapes d’échappement des gaz, des systèmes électriques et des réservoirs de compensation, entre autres. Tous leurs systèmes d'armes et électroniques ont été examinés, avant d’être prêts à être transférés à la Colombie. L’accord entre les gouvernements de l’Allemagne et de la Colombie sur la vente de ces sous-marins comprend l’assistance technique, la fourniture de pièces de rechange et l’achat de torpilles DM2A3. L’arrivée des types 206 A en Colombie fait partie du processus de modernisation de la marine du pays et vise à accroître les capacités tactiques de la force.
Après un long carénage en Allemagne, les deux sous-marins ex-allemands ont été chargés le 10 novembre 2015, à Kiel, à bord du cargo BBC Sapphire pour leur transport à travers l’océan Atlantique vers Carthagène en Colombie. Arrivés dans ce pays, ils ont été remis en service dans la Marine colombienne le 5 décembre 2015, sous les noms respectifs de ARC Intrépido (SC-23) pour l’ex-U23 et ARC Indomable (SC-24) pour l’ex-U24. Ces noms sont ceux des deux premiers sous-marins de la marine colombienne, des sous-marins de poche de type Cosmos SX 506 construits en Italie,, qui ont servi de 1973 à 2013 avant d’être radiés.
En 2017, l’ARC Intrépido avait déjà parcouru 10 000 milles marins.